# Au Tak
Au Tak of Au Chak-mun (Nanhai, 1840 – Hongkong, 1920) (jiaxiang: Guangdong, Nanhai, Xiqiao) was een ondernemer in Hongkong. Hij had een meubelwinkel en was directeur van Tung Wah Hospital geweest.
In 1912 ging hij samenwerken met Kai Ho, zijn schoonvader. Ze hadden een bedrijf opgezet om een stuk land in de Kowloonbaai in te polderen. Kai Ho overleed in 1914. Het bedrijf liep niet goed en in 1924 ging het failliet. De Britse overheid gebruikte het stuk land een jaar later voor de bouw van het vliegveld Kai Tak. De luchthaven werd naar Kai Ho en Au Tak vernoemd.